# Giovanni Ghiselli
Giovanni Ghiselli (Novara, 15 novembre 1934 – Novara, 26 febbraio 1997) è stato un velocista italiano.
Nel 1954 prese parte ai campionati europei di atletica leggera di Berna, classificandosi al quarto posto nella staffetta 4×100 metri; l'anno successivo fu medaglia d'oro ai Giochi del Mediterraneo di Barcellona, sempre nella staffetta. Il 1956 fu l'anno della sua esperienza olimpica: ai Giochi di Melbourne si classificò quarto nella staffetta 4×100 metri con i connazionali Franco Galbiati, Luigi Gnocchi e Vincenzo Lombardo, mentre non superò le batterie di qualificazione nei 200 metri piani, essendosi classificato quinto.
Nel 1958 fu campione italiano assoluto della staffetta 4×100 metri con Jean-Pierre Boccardo, Sergio D'Asnach e Attilio Bravi.

## Palmarès
| Anno | Manifestazione          | Sede       | Evento                | Risultato | Prestazione  | Note |
| ---- | ----------------------- | ---------- | --------------------- | --------- | ------------ | ---- |
| 1954 | Europei                 | Berna      | Staffetta 4×100 metri | 4º        | 41"9         |      |
| 1955 | Giochi del Mediterraneo | Barcellona | Staffetta 4×100 metri | Oro       | 41"0         |      |
| 1956 | Giochi olimpici         | Melbourne  | 200 metri piani       | Batteria  | 22"5 (22"68) |      |
| 1956 | Giochi olimpici         | Melbourne  | Staffetta 4×100 metri | 3º        | 40"3 (40"43) |      |

## Campionati nazionali
- 1 volta campione italiano assoluto della staffetta 4×100 metri (1958)

1955
- Bronzo ai campionati italiani assoluti, 100 m piani - 10"9

1958
- Oro ai campionati italiani assoluti (Roma), staffetta 4×100 metri - 41"3 m